# Stoppila Sunzu
Stoppila Sunzu (Chililabombwe, Zambia, 22 de junio de 1989) es un futbolista de Zambia que juega en la posición de defensa central y que actualmente milita en el Changchun Yatai de la Superliga de China.

## Carrera

### Club
| Periodo   | Club                      |
| --------- | ------------------------- |
| 2005-2007 | Konkola Blades            |
| 2007-2009 | Zanaco FC                 |
| 2008-2009 | → LB Châteauroux (cedido) |
| 2009-2014 | TP Mazembe                |
| 2014      | FC Sochaux-Montbéliard    |
| 2015-2016 | Shanghai Shenhua          |
| 2015-2016 | → Lille OSC (cedido)      |
| 2016-2018 | Lille OSC                 |
| 2017-2018 | → Arsenal Tula (cedido)   |
| 2018-2020 | FC Metz                   |
| 2020-2022 | Shijiazhuang Ever Bright  |
| 2023      | Jinan Xingzhou            |
| 2024      | Cangzhou Mighty Lions     |
| 2024–     | Changchun Yatai           |

### Selección nacional
A nivel de selecciones menores Sunzu jugó en la Copa Mundial de Fútbol Sub-20 de 2007 en Canadá, torneo en el que vencieron a Uruguay que tenía a Luis Suárez y Edinson Cavani.
Su debut oficial con Zambia fue ante Botsuana en la clasificación para el Campeonato Africano de Naciones de 2009. Sunzu anotó el penal ganador en la definición en la final de la Copa Africana de Naciones 2012 ante Costa de Marfil, que ganó Zambia 8–7.
En octubre de 2013, por un desacuerdo entre su entonces club TP Mazembe y la Zambian Football Association, no pudo jugar con su selección, ya que Sunzu y otros dos jugadores (Nathan Sinkala y Rainford Kalaba) fueron arrestados. A los tres les decomisaron los pasaportes por las autoridades migratorias de Zambia, antes de ser perdonados por el gobierno.

## Logros

### Club
- Zambian Premier League: 2009
- Super Ligue: 2011
- CAF Champions League: 2010[23]
- CAF Super Cup: 2010, 2011

### Selección nacional
- Africa Cup of Nations: 2012

### Individual
- CAF Team of the Year: 2012.[24]
- Equipo Ideal de la Copa Africana de Naciones 2012.[25]
- Equipo Ideal de la Ligue 2 en 2018/19.